# Ariadna pelia
Ariadna pelia är en spindelart som beskrevs av Wang 1993. Ariadna pelia ingår i släktet Ariadna och familjen sexögonspindlar. Inga underarter finns listade i Catalogue of Life.